# Seznam děkanů teologické fakulty v Olomouci
Seznam děkanů Cyrilometodějské teologické fakulty Univerzity Palackého v Olomouci od roku 1573 po současnost.

## Období jezuitské univerzity (1573–1773)
Před rokem 1628 olomoucká jezuitská akademie nebyla pravděpodobně rozdělena na fakulty, a proto nemáme zaznamenány děkany fakult.
| rok       | děkan                                                          | osobní údaje                                          |
| --------- | -------------------------------------------------------------- | ----------------------------------------------------- |
| 1630–1640 | Gaspar Tausch, SJ                                              | (* 1594 Lubau, Prusko)                                |
| 1641      | Martin Eismann, SJ                                             | (nar. 1589, Forchheim)                                |
| 1654      | Michael Salicedo, SJ                                           | (kol. 1600, Bamberk – 4. 5. 1667, Vratislav)          |
| 1655–1661 | Matthias Werner, SJ                                            | (1609 nebo 1610, Broumov? – 14. 11. 1684, Nisa)       |
| 1662–1665 | Phil. Dr. Theol. Dr. Řehoř Král, SJ                            | (5. 3. 1624 Chotěšov – 27. 3. 1684 Praha)             |
| 1666–1674 | Jan Tanner, SJ                                                 |                                                       |
| 1675–1676 | Phil. Dr. Mattheus Nigrinus, SJ                                | (kolem 1621, Ścinawa – 11. 4. 1685, Nisa)             |
| 1677      | Phil. Dr. Lukáš Zimmermann, SJ                                 | (1632 Jihlava – 24. 9. 1679, Liběšice)                |
| 1678      | Zikmund Hartmann, SJ                                           | (* 1632 Vídeň)                                        |
| 1679–1680 | Ehrenfried Dornkreil, SJ                                       | (* 1631 Jihlava)                                      |
| 1681      | Jan Wallis, SJ                                                 | (* 1636 Protzau, Horní Slezsko)                       |
| 1682–1683 | Friedrich Wolf de Lüdingshausen, SJ                            | (16. 10. 1643, Dünaburg – 17. 4. 1708, Vratislav)     |
| 1684      | Jan Kaipl, SJ                                                  | (* 1640 Chomutov)                                     |
| 1685–1689 | Vilém Frölich, SJ                                              | (* 1634 Hlivice, Dolní Slezsko)                       |
| 1690–1691 | Jan Kaipl, SJ                                                  |                                                       |
| 1692–1695 | Pavel Mezenský, SJ                                             | (1. 1. 1648, Kostelní Vydří – 30. 10. 1701, Praha)    |
| 1696      | Johann Grünsklee, SJ                                           | (nar. 1655, Žlutice)                                  |
| 1697–1703 | Jan Kugler, SJ                                                 | (nar. 1654, Tachov)                                   |
| 1704      | Jan Hancke, SJ                                                 | (nar. 1644, Nisa)                                     |
| 1704–1709 | Phil. Dr. Gabriel Stieff, SJ                                   | (8. 10. 1656, Šumperk – 5. 8. 1720, Kladsko)          |
| 1710      | Phil. Dr. Theol. Dr. Jan Mühlwentzel, SJ                       | (27. 8. 1662 Cheb – 11. 6. 1719 Olomouc)              |
| 1711–1715 | Jan Nonnert, SJ                                                | (* 1667 Jihlava)                                      |
| 1716–1717 | Jan Kugler, SJ                                                 |                                                       |
| 1718–1721 | Jan Absolon, SJ                                                | (* 1669 Úštěk)                                        |
| 1722      | Martin Hlaváček, SJ                                            | (* 1677 Praha)                                        |
| 1723      | František Kolbe, SJ                                            | (16. 2. 1681 nebo 1682, Praha – 19. 4. 1727, Plaňany) |
| 1724–1727 | František Christen, SJ                                         | (* 1682 Vysoké Mýto)                                  |
| 1728–1732 | Jan Liebig, SJ                                                 | (* 1681 Hlohov, Horní Slezsko)                        |
| 1733–1738 | Jan From, SJ                                                   | (* 1685 Zhoř, Morava)                                 |
| 1739      | Jan Zahrádka, SJ                                               | (* 1698 Pavlovice, Čechy)                             |
| 1740–1745 | Franz Wisinger, SJ                                             | (* 1696 Lembach, Korutany)                            |
| 1746–1748 | Bernard Grassolt, SJ                                           | (nar. 1695, Cheb)                                     |
| 1749      | Theol. Dr. Kryštof Neunheimb, SJ                               | (1699, Brno – 26. 6. 1749, Olomouc)                   |
| 1750–1752 | Theol. Dr. Phil. Dr. Theol. Dr. Jur. Can. Dr. Václav Kraus, SJ | (1. 3. 1707, Vlašim – 1. 11. 1772, Kutná Hora)        |
| 1753      | Phil. Dr., Theol. Dr., Jur. Can. Dr. Karel Gottschlich, SJ     | (23. 12. 1703, Nowa Ruda – 10. 4. 1770, Telč)         |
| 1754–1759 | František Svoboda, SJ                                          | (nar. 1708 Telč)                                      |
| 1760–1761 | Tadeáš Polanský, SJ                                            | (nar. 1713, Uherské Hradiště)                         |
| 1762–1763 | Antonín Lantsch, O.S.A.                                        | (nar. 1713 Olomouc)                                   |
| 1764      | Rajmund Žižka, O.S.A.                                          | (nar. 1699, Telč)                                     |
| 1765      | Theol. Dr. Martin Tadeáš Slavíček, O.S.A.                      | (15. 10. 1719 Vyškov – 31. 10. 1796 Olomouc)          |
| 1765–1766 | Jakub Kristelli, O.S.A.                                        | (nar. 1721, Svitavy)                                  |
| 1766–1768 | Karel Budinský, SJ                                             | (1721, Jihlava – 1783, Brno)                          |
| 1770–1772 | František Wolf, O.S.A.                                         | (nar. 1729 Pavlov)                                    |

## Období C. k. univerzity v Olomouci (17. 9. 1773 – 24. 5. 1778) a v Brně (24. 5. 1778 – 1. 11. 1782)
| rok       | děkan                     | osobní údaje                               |
| --------- | ------------------------- | ------------------------------------------ |
| 1774–1776 | František Wolf, O.S.A.    | (* 1729 Pavlov)                            |
| 1776–1778 | Jan Pavlík                | univerzitní knihovník                      |
| 1779–1781 | ThDr. Bernard Böhm OPraem | (1. 2. 1744 Olomouc – 15. 8. 1793 Olomouc) |

## Období C. k. lycea v Olomouci (1. 11. 1782 – 11. 3. 1827)
| rok       | děkan                | osobní údaje                    |
| --------- | -------------------- | ------------------------------- |
| 1782–1784 | ThDr. Václav Schanza | (1746 Brno – 22. 9. 1788 Vídeň) |

## Období Františkovy univerzity (31. 3. 1827 – 17. 5. 1860)
| rok       | děkan                                          | osobní údaje                                                            |
| --------- | ---------------------------------------------- | ----------------------------------------------------------------------- |
| 1831–1833 | ThDr. Tomáš Christ                             | (3. prosince 1791 Svitavy – 2. prosince 1870 Vídeň)                     |
| 1834      | ThDr. Engelbert Eligius Richter                | (1. prosince 1796 Klimkovice u Opavy – 3. prosince 1866 Šatov)          |
| 1835      | ThDr. Jan Evangelista Mácha                    | (16. prosince 1798 Ostrava – 5. listopadu 1845 Olomouc)                 |
| 1836      | ThDr. František Kristián Wieser                | (30. prosince 1800, Brno – 17. listopadu 1866, Olomouc)                 |
| 1837      | ThDr. Jan Rudolf Kutschker                     | pozdější kardinál                                                       |
| 1838      | ThDr. Josef Malý                               | (3. prosince 1802 Dětřichov u Uničova – 17. října 1862 Prostějov)       |
| 1839      | ThDr. Jan Schwetz                              |                                                                         |
| 1840      | ThDr. Jan Lillich                              | (5. prosince 1810 Odry – 13. září 1849 Olomouc)                         |
| 1841      | ThDr. Maria Waichard Trauttmansdorff           | (18. dubna 1760 Štýrský Hradec – 19. listopadu 1842) olomoucký kanovník |
| 1842      | ThDr. Karel Weitersheim                        | († 28. listopadu 1865 Olomouc)                                          |
| 1843      | ThDr. Antonín Butz z Rollsbergu                |                                                                         |
| 1844      | ThDr. Jan Křtitel Peteani ze Steinbergu        |                                                                         |
| 1845      | Mons. ThDr. Vincenc Ehrenburg                  | (26. července 1806 Zruč v Čechách – 11. července 1899 Tršice)           |
| 1846      | ThDr. Jan Schiller                             | (1812 Branky u Opavy – ??)                                              |
| 1847      | ThDr. Petr Mattencloit                         | (31. července 1806 Marklovice ve Slezsku – 23. února 1856)              |
| 1848      | ThDr. Josef Kisser                             | (8. září 1812 Fahndorf v Dolních Rakousích – 8. ledna 1893, Vídeň)      |
| 1849      | ThDr. Jan Kazimír Wiedersperger z Wiederspergu |                                                                         |
| 1850      | ThDr. František Kristián Wieser                | (podruhé)                                                               |
| 1851      | ThDr. Jan Rudolf Kutschker                     |                                                                         |
| 1852      | ThDr. Josef Malý                               | (podruhé)                                                               |
| 1853      | ThDr. Josef Kisser                             | (podruhé)                                                               |
| 1854      | ThDr. František Kristián Wieser                | (potřetí)                                                               |
| 1855–1857 | ThDr. Antonín Horný                            | (29. dubna 1824 Strážnice – 12. října 1908 Vídeň)                       |
| 1858      | ThDr. Josef Mikula                             | (25. září 1816, Prusy - 9. března 1881, Mohelnice)                      |
| 1859      | ThDr. Josef Hanel                              | (18. března 1823, Razová – 16. dubna 1903, Olomouc)                     |
| 1860      | ThDr. František Kristián Wieser                | (počtvrté)                                                              |

## Samostatná teologická fakulta (1860–1946)
| školní rok             | děkan                                 | další údaje                                                                                      |
| ---------------------- | ------------------------------------- | ------------------------------------------------------------------------------------------------ |
| 1860/1861              | ThDr. Josef Kisser                    | (potřetí)                                                                                        |
| 1861/1862              | prof. ThDr. Josef Mikula              | (podruhé)                                                                                        |
| 1862/1863              | prof. ThDr. Josef Hanel               | (podruhé)                                                                                        |
| 1863/1864              | prof. ThDr. František Kristián Wieser | (popáté)                                                                                         |
| 1864/1865              | prof. ThDr. Josef Mikula              | (potřetí)                                                                                        |
| 1865/1866              | prof. ThDr. Josef Hanel               | (potřetí)                                                                                        |
| 1866/1867              | prof. ThDr. Josef Symerský            | (9. ledna 1831, Horní Újezd – 15. září 1896, Týn nad Bečvou)                                     |
| 1867/1868              | prof. ThDr. Antonín Klug              | (24. dubna 1835 Městečko Trnávka – 8. července 1907 Olomouc)                                     |
| 1868/1869              | prof. ThDr. Josef David               | (2. srpna 1827 Petrovice – 3. dubna 1889 Olomouc)                                                |
| 1869/1870              | prof. ThDr. František Saleský Bauer   | (26. ledna 1841 Hrachovec – 25. listopadu 1915 Olomouc)                                          |
| 1870/1871              | prof. ThDr. Melchior Mlčoch           | (6. ledna 1833 Kladky – 6. dubna 1917 Olomouc)                                                   |
| 1871/1872              | prof. ThDr. Josef Hanel               | (počtvrté)                                                                                       |
| 1872/1873              | prof. ThDr. Josef Symerský            | (podruhé)                                                                                        |
| 1873/1874              | prof. ThDr. Antonín Klug              | (podruhé)                                                                                        |
| 1874/1875              | prof. ThDr. Josef David               | (podruhé)                                                                                        |
| 1875/1876              | prof. ThDr. Melchior Mlčoch           | (podruhé)                                                                                        |
| 1876/1877              | prof. ThDr. Josef Hanel               | (popáté)                                                                                         |
| 1877/1878              | prof. ThDr. Josef Symerský            | (potřetí)                                                                                        |
| 1878/1879              | prof. ThDr. Antonín Klug              | (potřetí)                                                                                        |
| 1879/1880              | prof. ThDr. Josef David               | (potřetí)                                                                                        |
| 1880/1881              | prof. ThDr. Melchior Mlčoch           | (potřetí)                                                                                        |
| 1881/1882              | prof. ThDr. Jan Pánek                 | (3. května 1842, Uherské Hradiště – 10. ledna 1899, Vídeň)                                       |
| 1882/1883              | prof. ThDr. Josef David               | (počtvrté)                                                                                       |
| 1883/1884              | prof. ThDr. Melchior Mlčoch           | (počtvrté)                                                                                       |
| 1884/1885              | prof. ThDr. Jan Pánek                 | (podruhé)                                                                                        |
| 1885/1886              | prof. ThDr. Josef Kopallik            | (8. května 1849, Vídeň – 21. září 1897 Kvarnerský záliv, při potopení lodí Ika nedaleko Rijeky)  |
| 1886/1887              | prof. ThDr. Josef David               | (popáté)                                                                                         |
| 1887/1888              | prof. ThDr. Melchior Mlčoch           | (popáté)                                                                                         |
| 1888/1889              | prof. ThDr. Jan Pánek                 | (potřetí)                                                                                        |
| 1889/1890              | prof. ThDr. Karel Wisnar              | (25. října 1852 Příbor – 15. dubna 1926 Olomouc)                                                 |
| 1890/1891              | prof. ThDr. František Janiš           | (19. června 1848, Brňov – 4. září 1910, Olomouc)                                                 |
| 1891/1892              | prof. ThDr. Josef Tittel              | (6. října 1849 Německá Loděnice - 7. února 1929 Olomouc)                                         |
| 1892/1893              | prof. ThDr. Melchior Mlčoch           | (pošesté)                                                                                        |
| 1893/1894              | prof. ThDr. Jan Pánek                 | (počtvrté)                                                                                       |
| 1894/1895              | prof. ThDr. Karel Wisnar              | (podruhé)                                                                                        |
| 1895/1896              | prof. ThDr. František Janiš           | (podruhé)                                                                                        |
| 1896/1897              | prof. ThDr. Josef Tittel              | (podruhé)                                                                                        |
| 1897/1898              | prof. ThDr. Jan Alois Kubíček         | (25. prosince 1857 Klášterec – 3. března 1929 Olomouc)                                           |
| 1898/1899              | prof. ThDr. Melchior Mlčoch           | (posedmé)                                                                                        |
| 1899/1900              | prof. ThDr. Karel Wisnar              | (potřetí)                                                                                        |
| 1900/1901              | prof. ThDr. Josef Tittel              | (potřetí)                                                                                        |
| 1901/1902              | prof. ThDr. Jan Alois Kubíček         | (podruhé)                                                                                        |
| 1902/1903              | prof. ThDr. Josef Kachník             | (13. května 1859, Nivnice – 3. prosince 1940, Praha)                                             |
| 1903/1904              | prof. ThDr. Josef Tittel              | (počtvrté)                                                                                       |
| 1904/1905              | prof. ThDr. Jan Alois Kubíček         | (potřetí)                                                                                        |
| 1905/1906              | prof. ThDr. Josef Kachník             | (podruhé)                                                                                        |
| 1906/1907              | prof. ThDr. Eduard Dominik            | (21. května 1854 Březsko – 2. dubna 1919 Olomouc)                                                |
| 1907/1908              | prof. ThDr. Josef Tittel              | (popáté)                                                                                         |
| 1908/1909              | prof. ThDr. Jan Alois Kubíček         | (počtvrté)                                                                                       |
| 1909/1910              | prof. ThDr. Josef Kachník             | (potřetí)                                                                                        |
| 1910/1911              | prof. ThDr. Eduard Dominik            | (podruhé)                                                                                        |
| 1911/1912              | prof. ThDr. Richard Špaček            | (23. listopadu 1864, Laškov – 23. září 1925, Olomouc)                                            |
| 1912/1913              | prof. ThDr. Jan Hejčl                 |                                                                                                  |
| 1913/1914              | prof. ThDr. Josef Tittel              | (pošesté)                                                                                        |
| 1914/1915              | prof. ThDr. Jan Alois Kubíček         | (popáté)                                                                                         |
| 1915/1916              | prof. ThDr. Josef Kachník             | (počtvrté)                                                                                       |
| 1916/1917              | prof. ThDr. Eduard Dominik            | (potřetí)                                                                                        |
| 1917/1918              | prof. ThDr. Richard Špaček            | (podruhé)                                                                                        |
| 1918/1919              | prof. ThDr. Jan Hejčl                 |                                                                                                  |
| 1919/1920              | prof. ThDr. Jan Hejčl                 |                                                                                                  |
| 1920/1921              | prof. ThDr. Josef Škrabal             |                                                                                                  |
| 1921/1922              | prof. ThDr. Tomáš Hudec               |                                                                                                  |
| 1922/1923              | prof. ThDr. Richard Špaček            | (potřetí)                                                                                        |
| 1923/1924              | prof. ThDr. Jan Hejčl                 |                                                                                                  |
| 1924/1925              | prof. PhDr. Jan Nevěřil               |                                                                                                  |
| 1925/1926              | prof. ThDr. Josef Škrabal             |                                                                                                  |
| 1926/1927              | prof. ThDr. Tomáš Hudec               |                                                                                                  |
| 1927/1928              | prof. PhDr. ThDr. Josef Slabý         |                                                                                                  |
| 1928/1929              | prof. ThDr. Jan Hejčl                 |                                                                                                  |
| 1929/1930              | prof. PhDr. Jan Nevěřil               |                                                                                                  |
| 1930/1931              | prof. ThDr. Josef Škrabal             |                                                                                                  |
| 1931/1932              | prof. ThDr. Josef Vašica              |                                                                                                  |
| 1932/1933              | prof. ThDr. Josef Foltynovský         |                                                                                                  |
| 1933/1934              | prof. ThDr. Bedřich Vašek             |                                                                                                  |
| 1934/1935              | prof. PhDr. ThDr. Josef Matocha       | (14. května 1888, Pitín – 2. listopadu 1961, Olomouc)                                            |
| 1935/1936              | prof. ThDr. Bartoloměj Kutal          |                                                                                                  |
| 1936/1937              | prof. ThDr. František Cinek           |                                                                                                  |
| 1937/1938              | prof. ThDr. Bedřich Vašek             |                                                                                                  |
| 1938/1939              | prof. PhDr. ThDr. Josef Matocha       | (podruhé)                                                                                        |
| 1939 (1. 10. – 31. 12) | prof. ThDr. Bartoloměj Kutal          | po zavření českých vysokých škol nacisty byl až do konce války administrativním správcem fakulty |
| 1945/1946              | prof. ThDr. František Cinek           |                                                                                                  |

## Období Univerzity Palackého v Olomouci

### Olomoucká pobočka litoměřické fakulty
| od   | do   |                | další údaje                                                    |
| ---- | ---- | -------------- | -------------------------------------------------------------- |
| 1968 | 1974 | Bohumil Zlámal | proděkan olomoucké pobočky bohoslovecké fakulty v Litoměřicích |

### Po roce 1990
| od   | do   | děkan                    | další údaje        |
| ---- | ---- | ------------------------ | ------------------ |
| 1990 | 1991 | Vojtěch Tkadlčík         |                    |
| 1991 | 1997 | Ladislav Tichý           | dvě volební období |
| 1997 | 2003 | Pavel Ambros SJ          | dvě volební období |
| 2003 | 2006 | Petr Chalupa SDB         |                    |
| 2006 | 2014 | Gabriela Ivana Vlková OP | dvě volební období |
| 2014 | 2022 | Peter Tavel OP           | dvě volební období |
| 2022 |      | Vít Hušek                |                    |